# La sirenetta - Quando tutto ebbe inizio
La sirenetta - Quando tutto ebbe inizio (The Little Mermaid: Ariel's Beginning) è un film d'animazione del 2008 diretto da Peggy Holmes, prequel direct-to-video del Classico Disney La sirenetta (1989). La trama contraddice alcuni eventi della serie televisiva prequel del film originale.

## Trama
Re Tritone e sua moglie, la regina Atena, regnano sul regno sottomarino di Atlantica, che è pieno di musica e risate. Hanno sette giovani figlie, la più piccola delle quali è Ariel. Tritone dona ad Atena un carillon in occasione del loro anniversario. Improvvisamente, una nave pirata si avvicina. Tutti fuggono tranne Atena, che viene travolta dal veliero mentre cerca di salvare il carillon. Devastato dalla morte di Atena, Tritone getta il carillon in mare e bandisce la musica dal regno.
Dieci anni dopo, Ariel e le sue sei sorelle più grandi vivono sotto una rigorosa routine gestita dalla loro governante Marina Del Rey e il suo assistente lamantino Benjamin. Marina odia essere la governante delle ragazze e anela ad essere la consigliera di Tritone, un lavoro attualmente svolto dal granchio Sebastian. Ariel è frustrata dal suo attuale stile di vita, e ciò la porta in conflitto con il padre. Un giorno Ariel incontra Flounder, un giovane pesce sergente maggiore, che segue fino in un club di musica clandestino. La ragazza è felice per la presenza della musica ed è scioccata quando vede Sebastian esibirsi. Quando la sua presenza viene rivelata, tutta la band smette di suonare e si nasconde, credendo che Ariel rivelerà tutto a suo padre. Ariel invece spiega il suo amore per la musica e si unisce al club.
Ariel ritorna al palazzo e rivela tutto alle sorelle, che la notte seguente vanno al club per divertirsi. Marina le scopre e riferisce le loro attività a Tritone. Sebastian, Flounder e la band vengono mandati in prigione, mentre Marina ottiene il lavoro che vuole.
Tritone confina le sue figlie nel palazzo, il che porta Ariel a chiedergli perché la musica non è permessa. Tritone si rifiuta di rispondere e dichiara che non accetterà mai la musica nel suo regno. Affranta, Ariel dice che Atena non avrebbe voluto che la musica fosse vietata. Quella notte decide di lasciare Atlantica e liberare i galeotti. Sebastian li conduce in un luogo deserto, lontano dal palazzo, in cui Ariel trova il carillon di Atena. Ariel e Sebastian decidono così di tornare ad Atlantica per portare il carillon a Tritone, sperando che possa cambiare idea, poiché ha dimenticato come essere felice dopo la morte di Atena.
Sulla via del ritorno vengono affrontati da Marina e le sue anguille elettriche. Marina vuole fermarli in modo da mantenere la sua posizione di potere, e ne consegue una lotta. Essa finisce quando Marina si lancia verso Sebastian nel tentativo di ucciderlo, ma Ariel gli si para davanti, venendo colpita al suo posto e perdendo i sensi per l'impatto. Tritone arriva in tempo per assistere ed è pieno di rimorso per le sue azioni. Fortunatamente, Ariel si sveglia. Il film termina con Tritone che ripristina la musica ad Atlantica e nomina Sebastian come nuovo compositore di corte, con grande gioia di tutti, mentre Marina finisce in prigione.

## Personaggi
- Ariel: è la protagonista del film, è la figlia più giovane di Tritone, ha un carattere ribelle e selvaggio ma anche un cuore d'oro e una voce stupenda, ama molto cantare e infatti lotta per annullare il divieto alla musica alla fine facendo breccia nel cuore del padre con il carillon della madre riesce a far tornare l'amore e la musica nel suo regno. È doppiata in originale da Jodi Benson e in italiano da Paola Valentini (dialogo) e Giulia Luzi (canto).
- Flounder: è un pesce sergente maggiore che conosce Ariel mentre è in punizione e così nasce la loro amicizia, al contrario del film originale è più coraggioso e meno pauroso. Nella versione originale fu doppiato da Parker Goris, che sostituì Cam Clarke che lo aveva doppiato nel sequel. In italiano è doppiato da Ruggero Valli (dialogo) e Manuel Meli (canto).
- Sebastian: è un granchio consigliere di Tritone, in apparenza sembra rispettare la legge che vieta la musica ma in realtà si esibisce come cantante al club del pesce gatto, alla fine quando Ariel fa tornare la musica viene nominato compositore di corte. È doppiato in originale da Samuel E. Wright, al suo ultimo ruolo prima della sua morte nel 2021. In italiano è doppiato da Ronny Grant.
- Re Tritone: è il re del mare e padre di Ariel, vuole molto bene alla figlia anche se è un po' brusco, detesta la musica perché la crede responsabile della morte della moglie ma grazie ad Ariel capirà i suoi errori e farà tornare la musica nel suo regno. È doppiato in originale da Jim Cummings e in italiano da Bruno Alessandro.
- Attina: è la figlia primogenita di Tritone è la più responsabile delle sue sorelle. È doppiata in originale da Kari Wahlgren e in italiano da Monica Ward.
- Arista: è una delle sorelle maggiori di Ariel si diverte a prendere in prestito le cose di Aquata senza chiedere, ama molto suonare e alla fine entra a far parte della The Catfish Club Band. È doppiata in originale da Grey DeLisle e in italiano da Ilaria Latini.
- Aquata: è una delle sorelle maggiori di Ariel, odia quando Arista prende in prestito le sue cose senza chiedere e non è molto brava a ballare. È doppiata in originale da DeLisle e in italiano Letizia Scifoni.
- Adella: è una delle sorelle maggiori di Ariel, più grande di due anni e fissata con i ragazzi. È doppiata in originale da Tara Strong e in italiano da Federica De Bortoli.
- Andrina: è una delle sorelle maggiori di Ariel, è molto dispettosa ed ama fare dispetti alle sorelle. È doppiata in originale da Tara Strong e in italiano da Perla Liberatori.
- Alana: è una delle sorelle maggiori di Ariel, è fissata con la bellezza. È doppiata in originale da Jennifer Hale e in italiano da Letizia Ciampa.
- The Catfish Club Band: è la band che si esibisce al club del pesce gatto, aiuta Ariel a riportare la musica nel regno. Nella versione inglese, i loro membri furono doppiati rispettivamente da Jim Cummings, Kevin Michael Richardson e Rob Paulsen. In italiano sono doppiati da Roberto Stocchi, Marco Mete, Roberto Draghetti, Mino Caprio e Stefano Crescentini.
- Regina Atena: è la moglie di Tritone e madre di Ariel, è dolce e tenera e ama molto la musica, purtroppo muore uccisa da una ciurma di pirati mentre recuperava il suo carillon e per questo Tritone accecato dal dolore bandisce la musica. È doppiata in originale da Lorelei Hill Butters. In italiano la sua doppiatrice è Alessandra Korompay (voce) e Rossella Palma (canto).
- Marina Del Rey: è l'antagonista del film, è la governante delle principesse ma odia il suo lavoro, è cinica, avida e ambiziosa, il suo sogno è prendere il posto di Sebastian che odia e diventare lei consigliera, per questo arriva a fare di tutto anche cercare di uccidere Sebastian e Ariel, alla fine viene arrestata. È doppiata in originale da Sally Field e in italiano da Ludovica Modugno (voce) e Giò-Giò Rapattoni (canto).
- Benjamin: è l'aiutante di Marina al contrario di lei è buono, simpatico e gentile e cerca senza successo di far dimenticare a Marina la sua ambizione. È doppiato in originale da Jeff Bennett e in italiano da Edoardo Stoppaciaro.

## Produzione
Il titolo di lavorazione di questo film era The Little Mermaid III ed era originariamente prevista una pubblicazione per la metà del 2007. Quando John Lasseter rilevò la Disney Animation, vennero spese più risorse per il completamento di Cenerentola - Il gioco del destino e l'attenzione tornò a questo film solo nel luglio 2006.
Un teaser trailer e un'anteprima musicale del film (una versione alternativa di "Jump in the Line") furono allegati alla Platinum Edition in DVD de La sirenetta, pubblicata ad ottobre 2006.

## Colonna sonora
La colonna sonora per il film venne composta da Jim Dooley, che la registrò con un complesso di 72 elementi dell'Hollywood Studio Symphony, così come un'orchestra jazz, al Sony Scoring Stage. Il film presenta nuove canzoni scritte da Jeanine Tesori, insieme a cover di canzoni calypso precedentemente registrate che furono arrangiate da Dooley. Le canzoni presenti nel film (edizione italiana) sono le seguenti:
- "La canzone di Atena" - Eseguita da Rossella Palma (Regina Atena)
- "Un solo errore" - Eseguita da Giò Giò Rapattoni (Marina Del Rey)
- "Mi ricordo" - Eseguita da Giulia Luzi (Ariel)
- "Jump in the Line (Shake, Shake, Shake, Señora)"[2][3] - Eseguita da Ronny Grant (Sebastian) e coro
- "Jump In The Line (Shake, Shake, Shake, Señora)" versione a cappella - Eseguita da: Manuel Meli (Flounder), Ronny Grant (Sebastian), Giulia Luzi (Ariel) e coro
- "Man Smart, Woman Smarter" (strumentale)[2]
- "Un solo errore" (ripresa) - Eseguita da Giò Giò Rapattoni (Marina Del Rey)
- "Canterò" - Eseguita da Renata Fusco

## Distribuzione
La Walt Disney Studios Home Entertainment distribuì il film il 26 agosto 2008.
La prima edizione DVD del film in Italia uscì il 25 settembre 2008.

### Doppiaggio
Nell'edizione originale Jodi Benson e Samuel E. Wright riprendono i loro ruoli doppiando rispettivamente Ariel e Sebastian, mentre Sally Field esprime la nuova antagonista, Marina Del Rey e Jim Cummings sostituisce Kenneth Mars, voce di Re Tritone per problemi di salute: Mars si era ritirato dal doppiaggio dopo che gli era stato diagnosticato un tumore del pancreas, del quale poi morì tre anni dopo l'uscita del film.

#### Edizione italiana
Rispetto al precedente La sirenetta II - Ritorno agli abissi anche nell'edizione italiana sono stati cambiati alcuni doppiatori. Ecco un elenco dei cambiamenti:
- Giulia Luzi sostituisce Renata Fusco come voce di Ariel nelle parti cantate;
- Ruggero Valli nelle parti parlate e Manuel Meli in quelle cantate sostituiscono Davide Perino come voci di Flounder.

#### Doppiatori
| Personaggio    | Doppiatore originale     | Doppiatore italiano                                   |
| -------------- | ------------------------ | ----------------------------------------------------- |
| Ariel          | Jodi Benson              | Paola Valentini (dialoghi) Giulia Luzi (canto)        |
| Riccio         | Danny Cooksey            | Simone Crisari                                        |
| Sebastian      | Samuel E. Wright         | Ronny Grant                                           |
| Re Tritone     | Jim Cummings             | Bruno Alessandro                                      |
| Tarta          | Jim Cummings             | Mino Caprio                                           |
| Marina Del Rey | Sally Field              | Ludovica Modugno (dialoghi) Giò Giò Rapattoni (canto) |
| Flounder       | Parker Goris             | Ruggero Valli (dialoghi) Manuel Meli (canto)          |
| Adella         | Tara Strong              | Federica De Bortoli                                   |
| Andrina        | Tara Strong              | Perla Liberatori                                      |
| Alana          | Jennifer Hale            | Letizia Ciampa                                        |
| Aquata         | Grey DeLisle             | Letizia Scifoni                                       |
| Arista         | Grey DeLisle             | Ilaria Latini                                         |
| Benjamin       | Jeff Bennett             | Edoardo Stoppacciaro                                  |
| Guardie        | Jeff Bennett             |                                                       |
| Attina         | Kari Wahlgren            | Monica Ward                                           |
| Regina Atena   | Lorelei Hill Butters     | Alessandra Korompay (dialoghi) Rossella Palma (canto) |
| Cheeks         | Kevin Michael Richardson | Roberto Stocchi                                       |
| Ray Ray        | Kevin Michael Richardson | Roberto Draghetti                                     |
| Macchiolina    | Rob Paulsen              | Marco Mete                                            |
| Swifty         | Rob Paulsen              | Stefano Crescentini                                   |
| Scuttle        | Maurice LaMarche         | Marco Mete                                            |

## Accoglienza
Il DVD divenne il più venduto nella settimana terminata il 31 agosto 2008. Le recensione del film furono generalmente positive, anche se la nuova cattiva, Marina Del Rey, venne criticata come una povera continuazione di Ursula. La qualità dell'animazione del film venne elogiata come "impressionante" per un direct-to video. Una recensione leggermente negativa descrisse che nel film "la stupidità viene troppo spesso sepolta sotto una storia parlata che è troppo ordinaria per consentire che la grinta emotiva dei drammi dei personaggi sia veramente d'impatto". Anche la musica venne criticata per non essere memorabile, con una recensione che affermava che "etichettare questo come un musical sarebbe pubblicità ingannevole".

## Premi
2009 - Annie Award
- Nomination - Miglior animazione nell'intrattenimento domestico

2009 - Cinema Audio Society Awards
- Nomination - Miglior registrazione del sonoro per un film in DVD di programmazione originale